# История Европейского сообщества (1945—1957)
В период 1945—1957 годов были сделаны первые шаги в сторону объединения Европы, когда после Второй мировой войны начали появляться первые наднациональные органы. В 1948 году был подписан Брюссельский договор, образовавший Западный союз. В 1951 году было основано первое Европейское сообщество — Европейское объединение угля и стали. Дальнейшие попытки политической и военной интеграции провалились, что привело к подписанию Римских договоров об экономической интеграции в 1957 году.

## Начало сотрудничества
Вторая мировая война за 6 лет привела к беспрецедентным человеческим и экономическим потерям, при этом Европа пострадала крайне сильно из-за того, что на её территории развернулись основные боевые действия войны нового типа, а также масштабные убийства гражданских лиц такие, как Холокост. Учитывая появление у некоторых стран мира ядерного оружия и формирование двух идеологически противостоящих супердержав, европейские правительства хотели устранить возможность начала новой мировой войны.
В 1946 году экс-премьер-министр Великобритании Уинстон Черчилль произнёс речь в Цюрихском университете, в которой он призвал создать Соединённые Штаты Европы. Первым шагом к СШЕ Черчилль назвал образование Совета Европы. В 1949 году в столице Великобритании был подписан Лондонский договор — устав Совета Европы, организации, не входящей в Европейские сообщества в нынешнем понимании.
В 1948 году в Гааге европейскими движениями, выступавшими за интеграцию, был проведён Конгресс Европы под председательством Уинстона Черчилля. На этом конгрессе впервые под одной крышей собралось множество интеграционных движений, а также большое количество государственных и общественных деятелей, включая многих из тех, кого впоследствии назовут «Отцами-основателями ЕС». На конгрессе обсуждалось формирование Совета Европы и были созданы предпосылки для образования Европейского движения и Колледжа Европы. Конгресс Европы выявил разногласия между еврофедералистами (сторонниками передачи национального суверенитета на межнациональный уровень) и унионистами (сторонниками создания европейской организации, но противниками передачи ей национального суверенитета).
С началом холодной войны страны Европы заключили два значительных военных договора: Дюнкеркский пакт (1947 год) и Брюссельский пакт (1948 год). Дюнкеркский пакт — это договор о совместной обороне между Великобританией и Францией. Брюссельский пакт расширил военный союз включением в него стран Бенилюкса, а также содержал положения об экономической и культурной кооперации. Однако выполнение этих задач скоро перешло к другим международным организациям. В 1954 году Брюссельский пакт был дополнен Парижским договором, предполагавшим создание Западноевропейского союза и включение в него помимо подписантов Брюссельского пакта Италии и Западной Германии.
В год подписания Брюссельского пакта Швеция предложила план по созданию Скандинавского оборонительного союза, который, как предполагалось, должен был остаться нейтральным по отношению к НАТО. Но план не удался, а Норвегия и Дания присоединились к НАТО. Вместо военного альянса скандинавские страны объединились в экономическую и торговую организацию Северный совет в 1952 году.
Похожие процессы происходили между Люксембургом, Нидерландами и Бельгией. В 1948 году вступил в силу договор о таможенном союзе Бенилюкс между тремя странами. Во время войны правительства Бельгии, Нидерландов и Люксембурга находились в изгнании в Великобритании и в 1944 году подписали соглашение о таможенном союзе. Также было заключено соглашение, зафиксировавшее курсы валют стран относительно друг друга. Бенилюкс стал первым важным этапом на пути европейской интеграции.

## Уголь и сталь

Страны-основатели ЕОУС

Робер Шуман в качестве премьер-министра Франции в 1947—1948 годах и министра иностранных дел в 1948—1953 постепенно изменил голлистскую политику в Европе, направленную на увеличение суверенитета Франции и ослабление Германии. Его действия получили поддержку со стороны европейской общественности, но были раскритикованы голлистами и коммунистами во Франции.
9 мая 1950 года Робер Шуман, основываясь на предложениях своих коллег Жана Монне, Этьена Хирша и других, опубликовал декларацию, получившую впоследствии его имя. Шуман предложил «поставить франко-немецкое производство угля и стали в целом под управление общего Высшего руководящего органа в рамках организации, открытой для участия других стран Европы». Эта мера, как предполагалось, должна была способствовать экономическому росту во Франции и в Германии и примирению двух стран, которые раньше часто были врагами. Объединение производства угля и стали было особенно важно, так как эти ресурсы необходимы для ведения войны.
Декларация Шумана стала первым шагом на пути к подписанию Парижского договора, оформившего Европейское объединение угля и стали (ЕОУС). Его образовали шесть стран (так называемая Внутренняя Шестёрка): Франция, Италия, страны Бенилюкса (Бельгия, Нидерланды и Люксембург) и Западная Германия. Объединение рынков шести стран произошло 10 февраля 1953 г. для угля, железной руды и металлолома, а 1 мая 1953 г. для стали.

### Первые институты

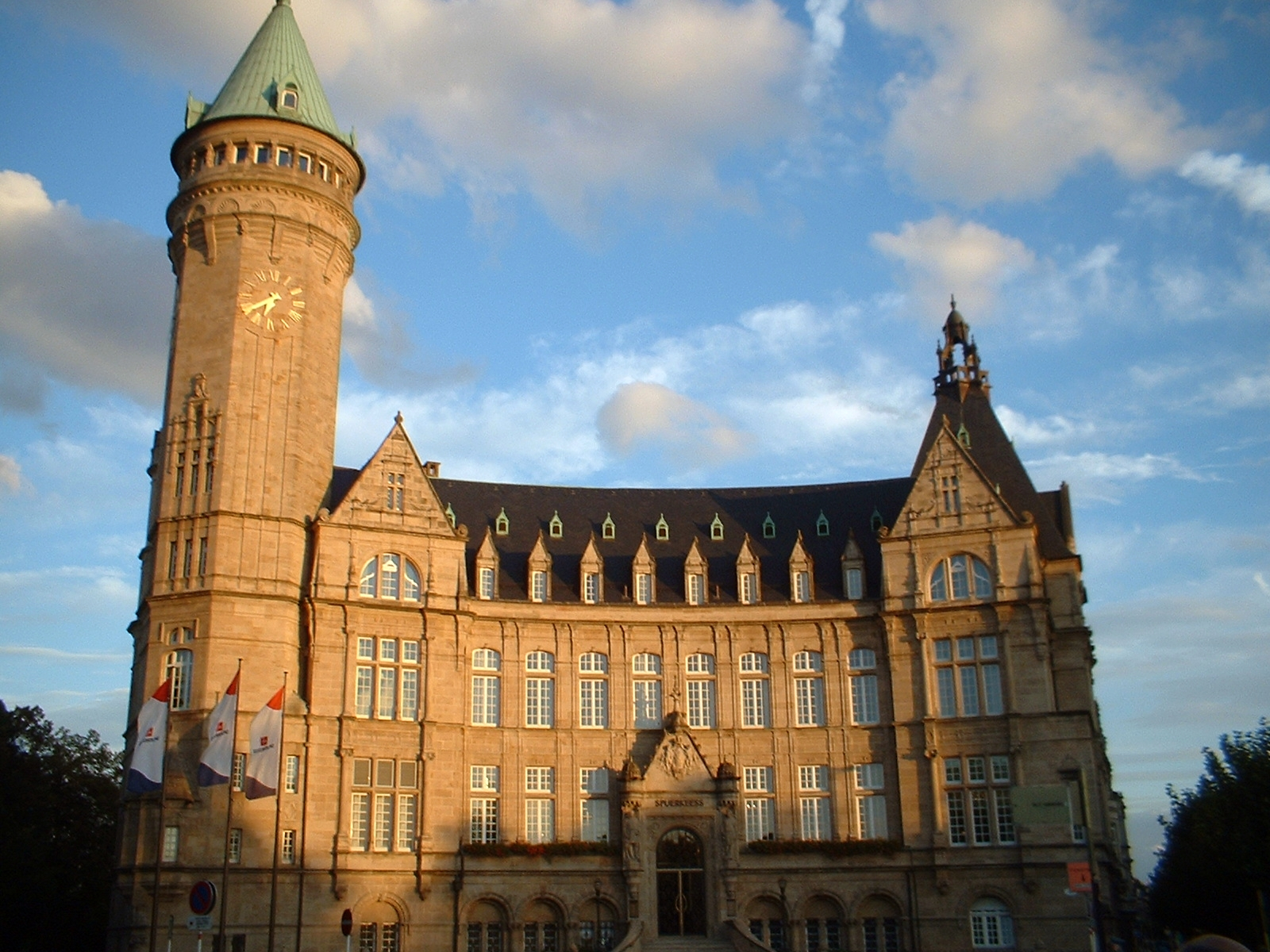
Штаб-квартира Высшего руководящего органа в Люксембурге

Парижский договор создал первые панъевропейские институты. Одним из них был Высший руководящий орган (предшественник Европейской комиссии), первый наднациональный орган, взявший на себя функции исполнительной власти сообщества. В задачи Высшего руководящего органа входили выполнение и надзор за выполнением Парижского договора и деятельность в общих интересах сообщества. Он курировал модернизацию и совершенствование производства, разработку общих правил внутреннего рынка, осуществление единой экспортной политики и улучшение условий труда в угольной и металлургической отраслях промышленности. Осуществлять деятельность и принимать решения Высшему руководящему органу помогал Консультативный комитет, состоявший из представителей производителей, трудящихся, потребителей и продавцов. Первым председателем Высшего руководящего органа стал Жан Монне. Председателя избирали из числа членов органа. Высший руководящий орган состоял из девяти членов (из которых не более двух делегировались одной страной), назначаемых сроком на шесть лет. При этом назначенные представители должны были работать не в интересах назначившей их страны, а в интересах всего сообщества.
Интересы правительств государств-членов были представлены в Совете Министров, председательство в котором передавалось между государствами каждые три месяца. Задачей Совета была гармонизация работы национальных правительств с действиями Высшего органа. Важные решения, принимавшиеся Высшим органом, нуждались в одобрении Совета.
Общее собрание (Общая ассамблея), будущий Европейский парламент, состояло на момент образования из 78 представителей: 18 от Германии, Франции и Италии, 10 от Бельгии и Нидерландов и 4 от Люксембурга. Ассамблея осуществляла надзор за деятельностью исполнительной власти. Представители должны были быть либо назначены национальными парламентами из числа депутатов, либо избраны на прямых выборах. На практике использовался первый вариант до выборов 1979 года. Чтобы подчеркнуть, что Общее собрание не было традиционной международной организацией, которая состоит из представителей национальных правительств, в Парижском договоре по отношению к членам собрания используется термин «представители народов». Ассамблея изначально не была упомянута в Декларации Шумана, но идею о ней выдвинул Жан Монне на второй день переговоров по Парижскому договору. Собрание задумывалось как демократический противовес Высшему органу. У него были полномочия отправить в отставку Высший орган в случае доказанных злоупотреблений.
Европейский суд справедливости обеспечивал соблюдение законами сообщества Парижского договора и производил надзор за правильностью интерпретации и применения договора. Суд состоял из семи судей, назначенных консенсусом национальных правительств на 6 лет. Не существовало ограничений на гражданство судей (какое количество судей могут быть из одной страны), но к ним предъявлялся критерий компетентности и независимости.

## Дальнейшее развитие Европейских сообществ

Этот флаг в качестве символа Европы одобрил Совет Европы в 1955 году

По следам ЕОУС была предложена идея о Европейском оборонном сообществе. Договор о нём был подписан 27 мая 1952 года. В рамках сообщества предполагалось объединение национальных армий, а также создание вооружённых сил Германии под контролем нового сообщества. Однако в 1954 г. этот договор был отклонен Национальным собранием Франции. Отказ от ратификации договора об оборонном сообществе разрушил планы по созданию Европейского политического сообщества, предполагавшего передачу значительной части национального суверенитета новым наднациональным органам с большими полномочиями в области защиты прав человека, внешней политики, обороны и безопасности. В ответ на отклонение идеи оборонного сообщества Жан Монне сложил с себя полномочия председателя Высшего руководящего органа и начал работу над новым планом интеграции Европы в области экономики. Для этого он создал организацию «Комитет борьбы за Соединённые Штаты Европы» с целью объединить сторонников единой Европы, в числе которых были как видные политики, так и организации, в том числе профсоюзы. Результатом деятельности комитета стало предложение объединить европейских исследователей в области изучения мирной атомной энергии, которое находилось тогда на переднем крае физической науки. Впоследствии эти предложения привели к созданию Евратома.
В 1956 году правительство Египта под руководством Гамаля Абдель Насера национализировало Суэцкий канал и закрыло его для Израиля, что вызвало Суэцкий кризис. Это было сделано в ответ на вывод Великобританией и США средств, выделенных на строительство Асуанской плотины, из-за военных контрактов Египта с Советским Союзом. По договору между правительствами Египта и Великобритании, Суэцкий канал был нейтральной территорией, на которой располагались британские военные базы, а правительство Египта приняло на себя обязательства не препятствовать свободе судоходства по каналу. Национализация и закрытие израильского движения вызвали военный ответ со стороны Великобритании, Франции и Израиля. Против военной операции выступили Соединенные Штаты и Генеральная ассамблея ООН. Добившись военных успехов, Великобритания и Франция потерпели дипломатическое поражение. Под давлением США премьер-министр Великобритании Энтони Иден остановил продвижение британских войск, не предупредив об этом заранее ни французских, ни израильских союзников. Позиция США по отношению к действиям Великобритании вызвала разочарование британцев в политике атлантизма и стимулировала попытки Великобритании присоединиться к европейским сообществам.
Похожие настроения появились во Франции, но к ним добавилось недоверие к Великобритании, которая, по мнению французов, предала их во время боевых действий в Суэце. Суэцкий кризис убедил Президента Франции де Голля в том, что будущее Франции находится в объединённой Европе. Однако недоверие к Великобритании стало одной из причин противодействия Франции присоединению Великобритании к Европейским сообществам.
В 1955 году министры иностранных дел шести стран ЕОУС собрались на конференцию в Мессине для обсуждения кризиса евроинтеграции и определения следующего председателя Высшего руководящего органа ЕОУС вместо ушедшего в отставку Жана Монне. На должность председателя был выбран бывший премьер-министр Франции Рене Мейер. Видя невозможность политической интеграции, министры иностранных дел предложили уделить внимание дальнейшему объединению экономик. Министры поручили Поль-Анри Спааку подготовить доклад, в котором оценить возможные последствия объединения секторов экономик стран-членов (по примеру объединения секторов угля и стали) и последствия создания общего рынка, то есть полного объединения экономик. 21 апреля 1956 года Спаак представил доклад, впоследствии названный его именем, в котором выступил за создание общего рынка. Доклад был принят странами-членами и взят за основу на Межправительственной конференции по общему рынку и Евратому в Брюсселе, начавшейся 26 июня 1956 года.
В результате переговоров были согласованы и подписаны 25 марта 1957 года Римские договоры, вступившие в силу 1 января 1958 года. Эти договоры, в отличие от Парижского 1951 года, были бессрочными. Один из них учреждал Европейское экономическое сообщество, другой Евратом. Для управления новыми организациями как создавались новые институты, так и использовались институты ЕОУС. Так, Общая ассамблея и Европейский суд стали общими для трёх сообществ. Но в каждом из сообществ параллельно функционировали Совет министров и руководящий орган. Важным отличием новых сообществ от ЕОУС стало ослабление наднационального характера. Если в ЕОУС ключевой орган управления — Высший руководящий орган, то в новых организациях центром принятия решений стал Совет министров. Наименование «Высший руководящий орган», ассоциировавшийся с вмешательством наднационального института во внутренние дела государств, было заменено в новых сообществах. В ЕЭС и Евратоме исполнительные институты назывались комиссиями. Перераспределение полномочий было произведено отчасти из опасений того, что Национальное собрание Франции может не ратифицировать договоры о новых сообществах с сильными наднациональными органами. Первым председателем комиссии ЕЭС стал Вальтер Хальштейн, а комиссии Евратома Луи Арман. Также договор о создании ЕЭС основал Европейский инвестиционный банк — учреждение, выдающее долгосрочные кредиты на важные для европейской интеграции и общего рынка проекты.